# Sư tử biển Nhật Bản
Sư tử biển Nhật Bản (Nhật: ニホンアシカ Hepburn: Nihon ashika, Zalophus japonicus) là một loài động vật có vú trong họ Otariidae, bộ Ăn thịt. Loài này được Peters mô tả năm 1866. Đây là loài thú dưới nước đã tuyệt chủng trong thập niên 1970.
Loài này sống ở biển Nhật Bản, đặc biệt xung quanh các vùng bờ biển thuộc quần đảo Nhật Bản và bán đảo Triều Tiên. Chúng thường sinh sống trên các bãi biển đá mở và phẳng, nhưng đôi khi cũng gặp ở vùng bờ đá.
Hiện tại có nhiều tiêu bản nhồi bông có thể được tìm thấy ở Nhật Bản  và trong bảo tàng lịch sử tự nhiên, Leiden, Hà Lan, được Philipp Franz von Siebold mua. Bảo tàng Anh cũng sở hữu một bộ da và 4 tiêu bản hộp sọ.

## Những tác động tới sư tử biển Nhật Bản

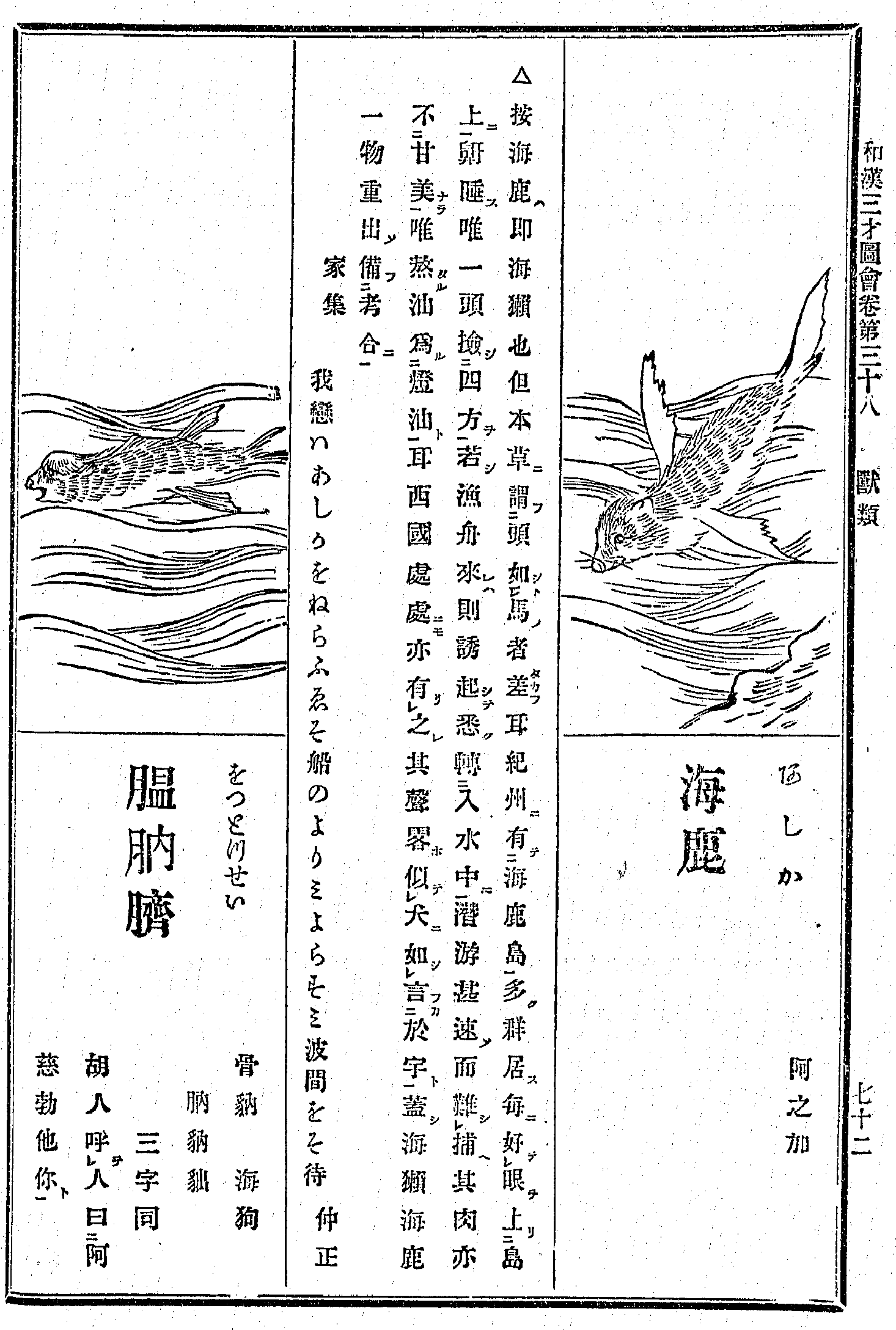
Sea lion (right) and fur seal, Wakan Sansai Zue (around 1712)

Nhiều xương của sư tử biển Nhật Bản được đào từ shell midden có từ thời kỳ Jōmon ở Nhật Bản trong khi một cuốn bách khoa toàn thư thể kỷ 18 Wakan Sansai Zue thì mô tả rằng thịt nó không ngon và chúng chỉ được dùng để lấy dầu dùng trong đèn dầu. Dầu có giá trị được tách từ da, nội tạng được dùng làm thuốc trị liệu đắt đỏ, và râu và da của nó được dùng để tẩy rửa đường ống và các sản phẩm da. Đến thế kỷ 20, chúng được bắt để làm thú xiếc.

## Hình ảnh

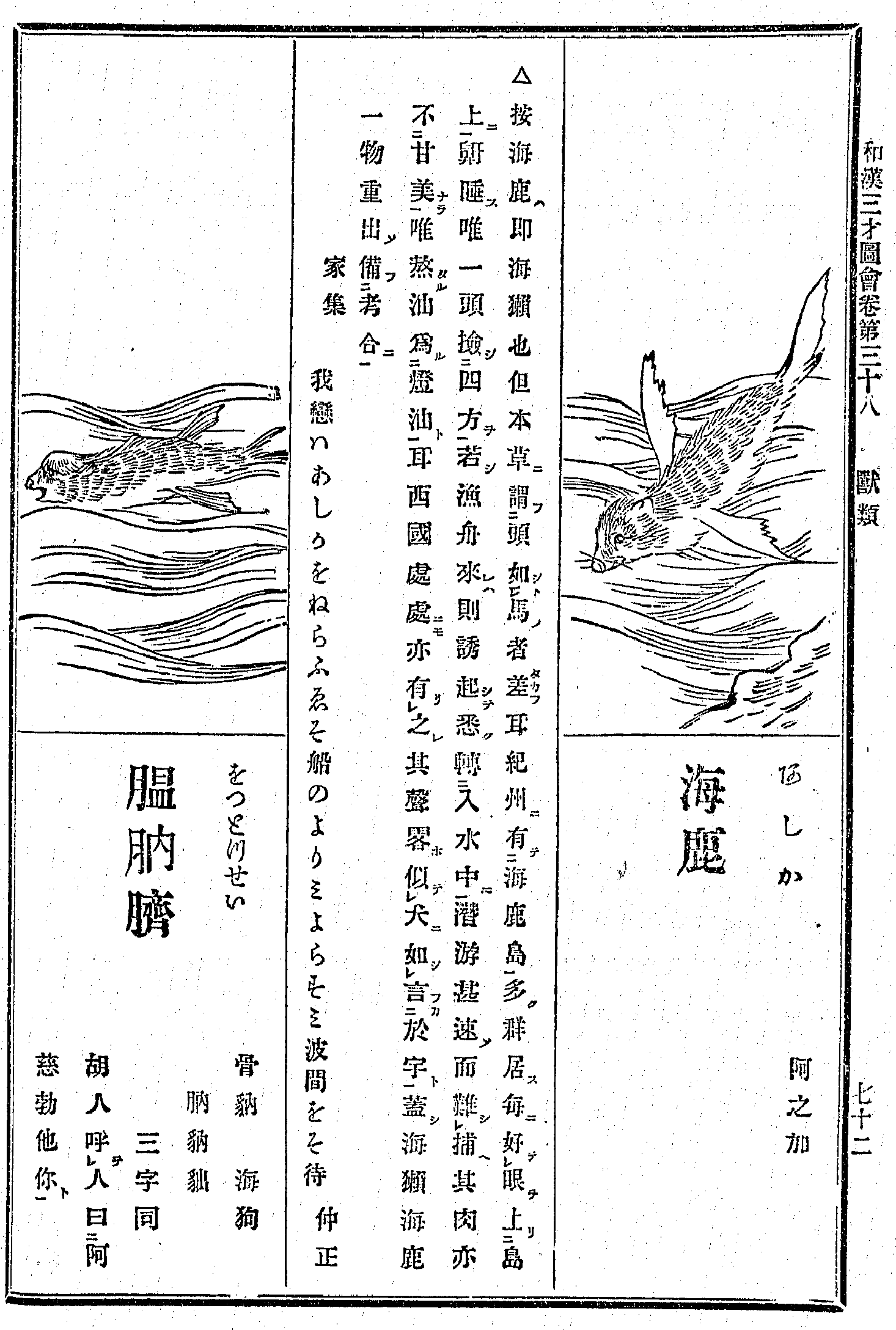
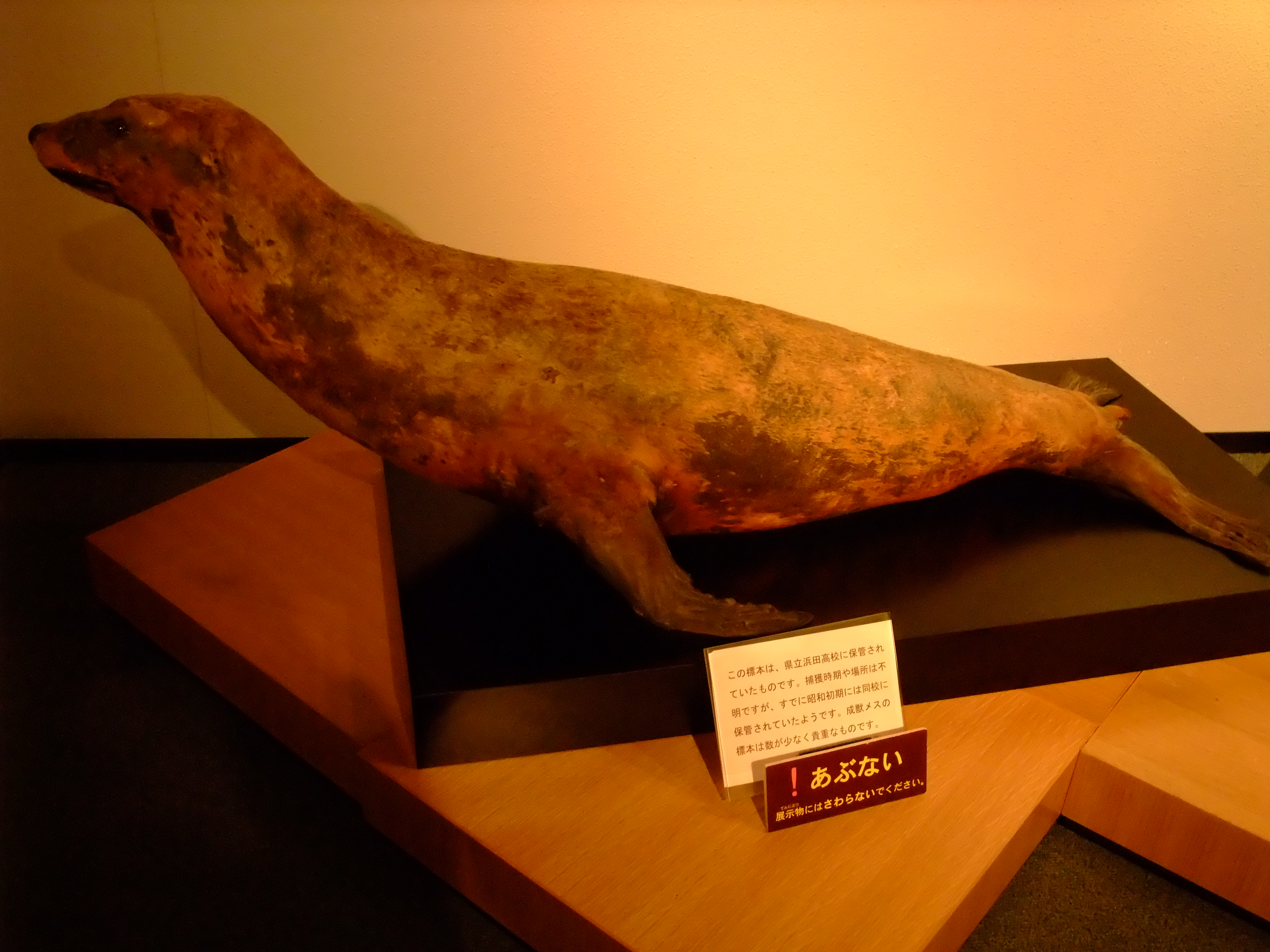
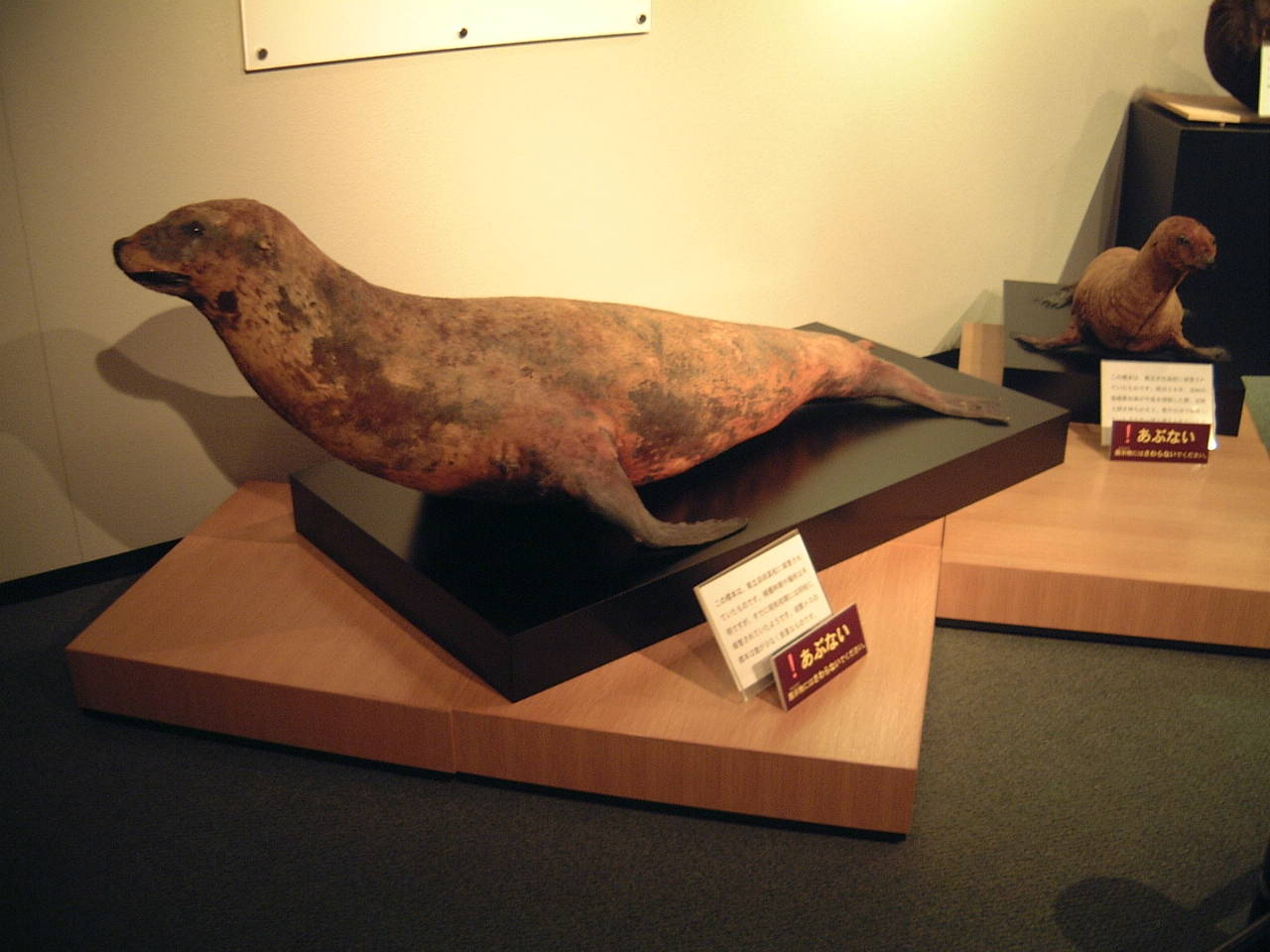
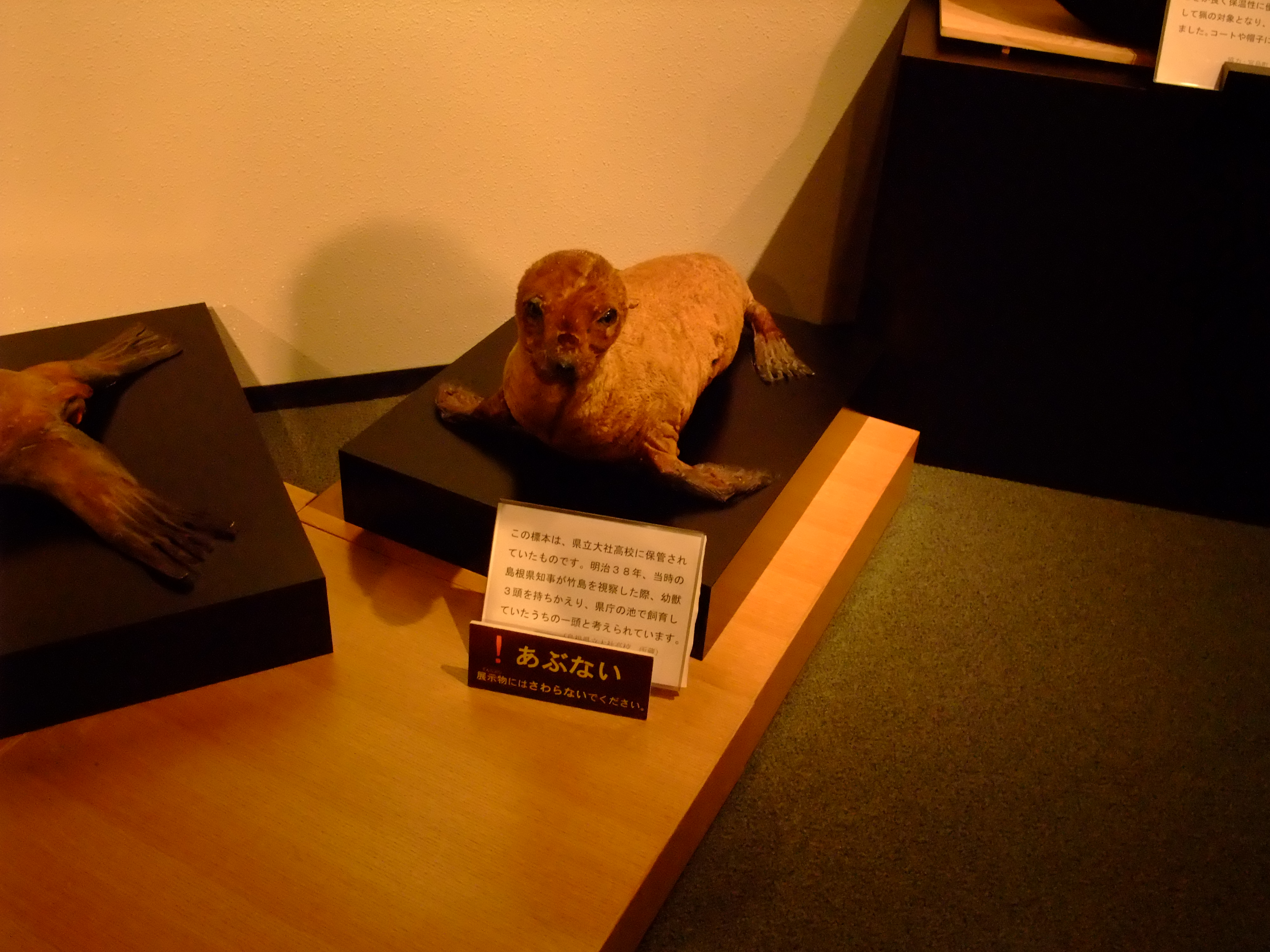